# Revolta de Bar Kokhebà
La Revolta de Bar Kokhebà, també coneguda com a Segona Revolta Jueva va tenir lloc 60 anys després de la Gran Revolta Jueva i va aconseguir restablir un estat jueu independent durant tres anys. Aquest estat va emetre les seves pròpies monedes, que tenien la inscripció: "El primer any de la redempció d'Israel". Ximon bar Kokhebà governà amb el títol de "Nassí".

## Antecedents
Les tensions religioses i polítiques van esclatar a Judea després de la Primera Revolta Jueva per l'establiment d'una gran presència militar romana, els canvis en la vida administrativa i l'economia, juntament amb l'esclat i la supressió de les revoltes jueves des de Mesopotàmia fins a Líbia i Cirenaica. Les raons últimes foren la construcció d'una nova ciutat, Èlia Capitolina, sobre les ruïnes de Jerusalem i l'erecció d'un temple a Júpiter al mont del Temple. Els Pares de l'Església i la literatura rabínica subratllen el paper de Rufus, governador de Judea, a l'hora de provocar la revolta. L'historiador Menahem Mor atribueix la causa principal de la revolta no a la construcció d'Èlia Capitolina o a polítiques romanes específiques sinó a la naturalesa carismàtica i políticament messiànica del mateix Ximon bar Kokhebà.

## La revolta

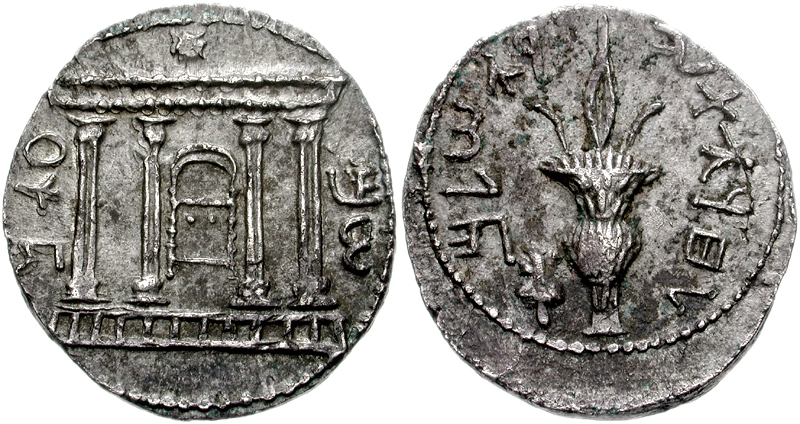
Tetradracma de Bar Kokhebà. Anvers: La façana del temple amb l'estrella, envoltat pel nom "Ximon". Revers: Una fulla de palma, el text diu: "Per a la llibertat de Jerusalem".

Els romans tingueren un pobre paper en l'etapa inicial de la rebel·lió, enfrontats a una força jueva totalment unida a diferència de la Primera Revolta Jueva que segons Flavi Josep enfrontà tres exèrcits jueus separats. Una legió romana completa fou aniquilada. Però el nou estat jueu només conegué un any de pau. Els romans van desplegar nou legions, un terç del total de forces de l'imperi, per reconquerir Israel. Els romans evitaren enfrontar-se en una batalla oberta i, adoptaren una estratègia de terra cremada. Bar Kokhebà es refugià en la fortalesa de Betar. Els romans la van capturar i van matar el seu cabdill. Segons Cassi Dió, en la revolta van morir 580.000 jueus i 50 pobles fortificats i 985 viles foren arrasades. Jerusalem també fou arrasada i, per evitar el retorn dels jueus, una nova ciutat romana, Èlia Capitolina, fou construïda en el seu lloc.

## Conseqüències

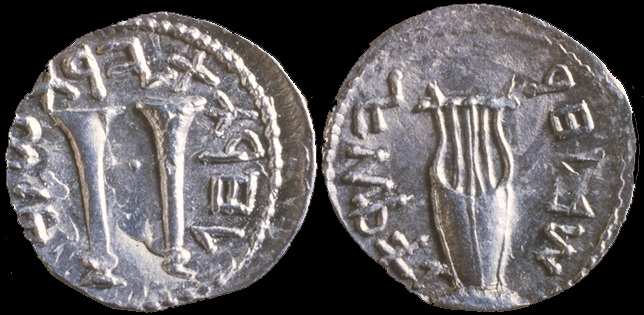
Denari de plata de Bar Kokhebà. Anvers: trompetes, envoltat de "Jerusalem alliberada". Revers: Una lira envoltat de "Segon any de la llibertat d'Israel"

Hadrià va intentar erradicar el judaisme i per evitar les revoltes va prohibir la Torà, el calendari hebreu, va executar els prominents savis jueus i cremar les escriptures sagrades. A més en el lloc de l'antic temple destruït, hi va instal·lar dues estàtues, una de Júpiter, i l'altre d'ell mateix. En un intent d'esborrar tota la memòria de Judea o “Antic Israel”, es va netejar el nom del mapa i el va substituir per Síria Palaestina. Des de llavors, la terra ha estat anomenada "Palestina", i va substituir el terme de "Judea" i l'antic nom de "Canaan." De la mateixa manera, es va reconstruir Jerusalem amb el nom romà de Èlia Capitolina, i als jueus se'ls va prohibir entrar-hi.